# Scorpiops phaltanensis
Espèce
Synonymes
- Neoscorpiops phaltanensis Sulakhe, Sayyed, Deshpande, Dandekar, Padhye & Bastawade, 2020

Scorpiops phaltanensis est une espèce de scorpions de la famille des Scorpiopidae.

## Distribution
Cette espèce est endémique du Maharashtra en Inde. Elle se rencontre dans le district de Satara vers Phaltan.

## Description
Le mâle holotype mesure 52,3 mm, les mâles mesurent de 45,2 à 52,3 mm et les femelles de 45,8 à 57,4 mm.

## Systématique et taxinomie
Cette espèce a été décrite sous le protonyme Neoscorpiops phaltanensis par Sulakhe, Sayyed, Deshpande, Dandekar, Padhye et Bastawade en 2020. Elle est placée dans le genre Scorpiops par Kovařík, Lowe, Stockmann et Šťáhlavský en 2020.

## Étymologie
Son nom d'espèce, composé de phaltan et du suffixe latin -ensis, « qui vit dans, qui habite », lui a été donné en référence au lieu de sa découverte, Phaltan.

## Publication originale
- Sulakhe, Sayyed, Deshpande, Dandekar, Padhye & Bastawade, 2020 : « Taxonomic validity of Neoscorpiops Deccanensis, N. Tenuicauda, N. Satarensis and N. Maharashtraensis with description of a new species of Neoscorpiops Vachon, 1980 (Scorpiones: Euscorpiidae) from India. » Journal of the Bombay Natural History Society, vol. 117.